# Mon premier amour
Mon premier amour je francouzský hraný film z roku 1978, který režíroval Élie Chouraqui podle vlastního scénáře na základě stejnojmenného románu Jacka Alaina Légera. Snímek měl premiéru ve Francii dne 30. srpna 1978.

## Děj
Až po 20 letech si Richard uvědomí, že jeho matka Jane trpí leukémií. Během celé té doby si ničeho nevšiml. Aby ztracený čas dohnal, věnuje se nyní matce a nabídne jí co nejklidnější konec.

## Obsazení
| Anouk Aimée              | Jane Romain       |
| Richard Berry            | Richard           |
| Nathalie Baye            | Fabienne          |
| Gabriele Ferzetti        | Georges           |
| Jacques Villeret         | Jacques Labrousse |
| Gilles Ségal             | profesor          |
| Nicole Seguin            | Carole            |
| Arlette Gordon           | Sarah             |
| René Bouloc              | taxikář           |
| Bernard-Pierre Donnadieu | majitel kavárny   |

## Ocenění
- César: nominace pro nejlepší herečku (Anouk Aimée)